# Diary (cântec)
Diary  este cel de-al treilea disc single extras de pe albumul The Diary of Alicia Keys, al cântăreței de origine americană, Alicia Keys. A fost lansat în lunaaprilie  a anului 2004. Deși a beneficiat de promovare adiacentă lansării, cântecul a evoluat mediocru în clasamentele de specialitate.
În unele părți în care a fost lansat, această melodie a apărut în paralel cu precedenta, dar în S.U.A. acest lucru nu s-a întâmplat. Spre deosebire de If I Ain't Got You această melodie a avut un succes discutabil nereușind performanțe notabile în topuri. Formația Tony! Toni! Toné! a ajutat-o pe Keys formând partea de fundal a piesei.
În textul acestei melodii Alicia  își îndeamnă iubitul să își deschidă sufletul în fața ei și să o considere ca un jurnal, care nu va dezvălui niciodată secretele sale.
În textul acestui single Alicia a inclus și un număr de telefon (489-4608) care a generat o isterie în rândul fanilor care au încercat mii de variante ale acestui număr, pentru a intra în contact cu artistă. După răspândirea acestei vești managerul Aliciei a declarat că acel număr era unul vechi, de pe vremea când locuia în New York minus codul zonal. Un bărbat din Georgia, numit J.D. Turner a dezvăluit că a primit peste 20 de telefoane numai într-o zi de la fanii artistei. Întâmplător numărul de telefon al acestuia coincidea cu una dintre cele mai încercate versiuni ale acelui număr. Turner nu și-a schimbat numărul după această întâmplare.
Pentru acest single a fost produs un videoclip special, în care sunt îmbinate cadre din diversele concerte susținute de către artistă. În prima parte se insistă și pe imagini din călătoriile cu scop caritabil pe care le-a făcut Keys în Africa, iar în final sunt arătate exclusiv imagini din turnee.